# Mercyful Fate
Mercyful Fate ist eine Heavy-Metal-Band aus Dänemark, die einen starken Einfluss auf verschiedene in den 1980er Jahren entwickelte Metal-Stile ausübte. Gegründet wurde die Gruppe 1981 von dem Sänger Kim Bendix Petersen alias King Diamond, der als einer der ersten Metal-Musiker mit Corpsepaint auftrat, und dem Gitarristen Hank Shermann in Kopenhagen.
Musikalisch zeichnen sich Mercyful Fate durch Einflüsse aus dem Progressive Rock, dem epischen Hard Rock der 1970er Jahre und dem traditionellen Heavy Metal, virtuose Gitarrenarbeit und häufige Tempowechsel aus. Charakteristisch ist die von normaler Stimmlage häufig in Falsett wechselnde Stimme von King Diamond. Ihr 1984 erschienenes Album Don’t Break the Oath gilt als eines der wichtigsten wegweisenden Heavy-Metal-Alben der 1980er Jahre.

## Geschichte
Mercyful Fate entstanden 1981 aus Hank Shermanns Band Brats, die aufgrund ihrer stilistischen Entwicklung weg vom Punk und hin zum Heavy Metal einen Namenswechsel als notwendig ansah; der Name Back to Hell wurde erwogen, bis die Freundin des Managers Merciful Fate vorschlug. Der Name wurde übernommen, aber in Mercyful Fate abgeändert, als ihr klassischer Fraktur-Schriftzug im selben Monat entstand. Mercyful Fate spielte eine Demoaufnahme ein und versandte sie zusammen mit ausgewählten Stücken von den Brats-Kassetten an verschiedene Plattenfirmen und Radiosender, wobei Radio Hilversum aus den Niederlanden zuerst Mercyful-Fate-Stücke spielte und damit zu einer starken Anhängerschaft in den Niederlanden beitrug. Im April 1981 wurden Diamond und Shermann von Michael Denner gebeten, ihm beim Einspielen einer Demoaufnahme für seine neue Band Danger Zone zu helfen. Diese hatte keinen geeigneten Sänger gefunden, ihre Lieder Leavy My Soul Alone und M.D.A. wurden 1992 von Mercyful Fate veröffentlicht. Danger Zone und Mercyful Fate wurden aufgrund der guten Zusammenarbeit zu einer Band verschmolzen; diese neue Version von Mercyful Fate hatte ihren ersten Auftritt in Taastrup, einem kleinen Vorort von Kopenhagen.
Anfang 1982 spielten Mercyful Fate zwei Demoaufnahmen ein; im Gegensatz zur ersten, die die Lieder Death Kiss, You Asked for It und Running Away enthielt, kam die zweite mit den Liedern Walking Back to Hell, Running Free, You Asked for It und Hard Rocker (einige Versionen enthalten außerdem Love Criminals) offiziell in Umlauf und fand zuerst in den Niederlanden Beachtung. Trotz ihres Erfolgs im Tape-Trading-Untergrund hatten kein Major-Label Interesse an der Band. Im Mai 1982 flog die Band wegen Aufnahmen für Ebony Records, nach Hull, England; Daryl Johnston von Ebony Records’ A&R-Abteilung mochte viele der Aufnahmen Mercyful Fates und bot der Band Aufnahmen für zwei kommende Ebony-Records-Sampler an. Die Band nahm Black Funeral und Walking Back to Hell auf; Black Funeral erschien im Sommer auf Metallic Storm, wohingegen Walking Back to Hell nicht verwandt wurde. Das Stück wurde später in Death Kiss umbenannt und letztlich als A Dangerous Meeting bekannt; die ursprüngliche Version erschien zehn Jahre später auf Return of the Vampire und einer anderen Demoversion unter dem Titel Death Kiss auf der Wiederveröffentlichung von Don’t Break the Oath von 1997.
Rave-On Records aus den Niederlanden bot der Band ihren ersten Plattenvertrag; im folgenden September wurden in den Stone Sound Studios vier Stücke in zwei oder drei Tagen unter Zeitdruck aufgenommen und abgemischt, sodass sie den Erwartungen der Band nicht entsprachen; einige der Gitarrensoli wurden im ersten Take übernommen. Jac Hustinx, Produzent der EP und Besitzer von Rave-On Records, erlaubte für viele von Shermanns Einspielungen nur einen Take, darunter das Intro-Solo von A Corpse Without Soul. Auch mit der Qualität der Produktion war die Band unzufrieden. Ein dänischer Priester versuchte, die musikalische Karriere der damals noch unbekannten Band wegen ihres satanischen Auftretens noch vor Erscheinen der EP zu beenden. Er schrieb Zeitungen an, um die Band aufzuhalten. Als Reaktion darauf entwarf die Band das Schallplattencover der EP. Auf diesem ist eine mit Ausnahme eines Tangas nackte, an ein Kreuz gebundene Frau zu sehen, die eine Nonne darstellen soll. Diese wird von einem Coven verbrannt, der aus in Habite gehüllten Wesen mit dämonischen Gesichtern besteht. Mercyful Fate bekamen die Möglichkeit, im staatlichen Fernsehen zu erscheinen. Diamond erklärte, dass das Cover nur ein Gemälde ist, wohingegen die Kirche tatsächlich Menschen verbrannt habe. Zu dieser Zeit benutzte Mercyful Fate bei Konzerten in Dänemark eine „Nonne“, die ausgezogen und unzüchtig behandelt wurde. Mit der EP Mercyful Fate, die auch als Nuns Have No Fun bekannt ist, sorgte die Band „nach nur einem Jahr gemeinsamer semi-professioneller Demoaufnahmen für Furore“. Live setzte die Band Bühneneffekte wie die „explodierende Nonne“ am Ende von Auftritten oder das brennende Kreuz bei einem Auftritt in Amsterdam um 1983 ein. Bei einem Auftritt mit Girlschool hielt die Band auf der Bühne eine Schwarze Messe ab, für die sie das Blut ihres Managers Ole Bang nutzte; Girlschools Sängerin Kim McAuliffe erlitt bei ihrem Auftritt einen schweren Stromschlag, an dem sie beinahe gestorben wäre. Die Mitglieder von Mercyful Fate führen diesen Vorfall auf die Schwarze Messe zurück, die ihrer Meinung nach etwas angelockt haben soll. Ein von der Polizei gerufener Elektriker konnte keine Störungen feststellen.
Tommy Vance lud Mercyful Fate zu Aufnahmen für die Friday Rock Show auf BBC Radio 1 nach England ein; die Band kam am 18. März an und spielte am selben Abend im The Moonlight Club ihr erstes Konzert in England vor einem kleinen, sehr enthusiastischen Publikum. Am Folgetag wurden für die BBC Curse of the Pharaohs, Evil und Satan’s Fall binnen acht Stunden in den The Maida Vale Studios aufgenommen und später von dem BBC-Toningenieur Tony Wilson abgemischt und produziert. Am gleichen Abend spielte die Band im The Clarendon Ballroom in London. Anfang April spielte die Band Konzerte in den Niederlanden, die von Rave-On Records organisiert wurden und mit den Aufnahmen zum ersten Album zusammenfallen sollten; die Band entschied sich jedoch, Rave-On Records zu verlassen, weil die Finanzen und die Bedingungen für die Aufnahme eines Albums (zum Beispiel genug Zeit im Studio) der Band nicht genügten. Rave-On Records behauptete darauf fälschlicherweise, die Auftritte hätten abgesagt werden müssen, da King Diamond sich ein Bein gebrochen habe; ein Freund der Band, der für das Aardschok arbeitete, hatte jedoch die Promotion dieser Konzerte übernommen und ermöglichte Mercyful Fate die geplanten Auftritte. Die Aufnahmen für The Friday Rock Show wurden am 22. April ausgestrahlt; nach dieser Sendung bekam die BBC zahlreiche Anfragen nach einer erneuten Ausstrahlung, denen sie nachkam, was der Band half. Unter den Hörern waren Mitarbeiter von Roadrunner Records aus Amsterdam; diese waren an einem längerfristigen Vertrag mit Mercyful Fate interessiert und kontaktierten die Band im Mai 1983. Am 1. Juni gab die Band ein Konzert in Kopenhagen und trat am Folgetag auf dem jährlichen Aardshok-Festival auf. Sie spielte zusammen mit Bands wie Accept, Raven, Vandenberg und Trance. Danach unterschrieb die Band einen Vertrag über fünf Alben bei Roadrunner Records. Einen Tag später spielte Mercyful Fate in Bochum und kehrte dann zurück nach Dänemark, um das Material für die Aufnahmen zum ersten Album vorzubereiten.

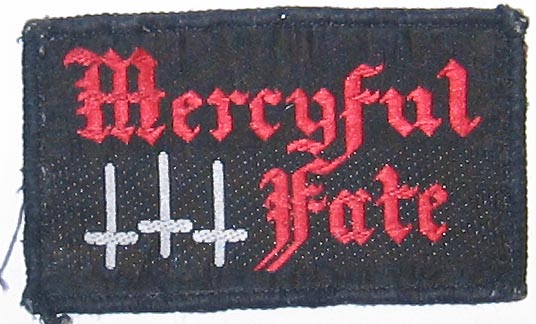
Aufnäher mit dem Logo von Mercyful Fate (1983)

Am 18. Juli 1983 begannen die Aufnahmen in den Easy Sounds Studios in Kopenhagen; obwohl die Band mehr Zeit als für die EP hatte und dreizehn Tage im Studio verbrachte, wurde das Album in Eile aufgenommen; produziert wurde es von Henrik Lund, der das Studio zusammen mit seinem Bruder leitete. Während Lund das Album abmischte, musste die Band vor der Tür warten, bis er die Band hineinbat, um sich den Mix anzuhören und zu kommentieren; die Band fand dies sehr irritierend. Am 26. November 1983 erschien die LP Melissa. Melissa ist der Name eines echten menschlichen Schädels, der King Diamond gegeben worden war. Er wies Beschädigungen an der Stirn auf, und im Inneren war ein großes Stück, das sich abgelöst hatte und dann innen wieder angewachsen war, und er hatte ein kleines Loch, durch das man in den Schädel hineinsehen konnte. Die Person musste also mit einer Axt oder einem anderen Gegenstand direkt an der Stirn getroffen worden sein, aber offensichtlich nicht direkt daran gestorben sein. Diamond fragte sich, was dieser Person zugestoßen sein könnte, woraus das Titellied des Melissa-Albums entstand. Dieses handelt von einer fiktiven, durch einen Priester hingerichteten Hexe, die thematisch in mehreren Titeln von Mercyful Fate auftritt. Das Album enthielt außerdem Satan’s Fall, das durch Diamonds Überarbeitungen immer länger wurde und dessen Text von der für ihn sehr wichtigen Satanischen Bibel von Anton Szandor LaVey inspiriert ist. Im Dezember 1983 folgte die Single Black Funeral mit der B-Seite Black Masses aus den Aufnahmen zu Melissa. 1983 lernte Mercyful Fate auch die US-amerikanische Band Metallica kennen, die in Kopenhagen Alben aufnahm und sich dabei Ausrüstung von Mercyful Fate lieh; beide Bands freundeten sich miteinander an.
Mit einem Auftritt im The Dynamo in Eindhoven am 19. Januar 1984 begann die Band eine Tournee durch Europa; beim Auftritt in Amsterdam am 21. Januar im The Paradiso Theatre wurde Melissas Schädel gestohlen. Nach sechs Auftritten in Italien im Februar tourte die Band ab dem 3. März mit Manowar durch Großbritannien; von ursprünglich 11 gebuchten Auftritten spielte Mercyful Fate nur einen, in der St. Albans City Hall in Hertfordshire. Dort verlangte Manowars Tour-Manager, dass Mercyful Fates Ausrüstung auf der Straße bleiben sollte, bis Manowar mit dem Soundcheck fertig sei; erst um 19:30 durfte die Ausrüstung hineingebracht werden, wofür nur noch 30 Minuten blieben, da der Einlass um 20:00 Uhr begann. Zu Beginn des Konzerts wurde der Band mitgeteilt, dass sie statt der zugesagten 45 Minuten nur 25 spielen dürfe. Außerdem war ihrem Toningenieur der Zugang zum Mischpult verweigert worden, was sich auf den Klang auswirkte. Während des Auftritts begann Manowars Toningenieur, Mercyful Fates Klang zu manipulieren, worauf die Band drastische Änderungen für den Rest der Tournee forderte. Diese wurden von Mercyful Fates Plattenfirma unterstützt, Manowar jedoch verweigerte sich. Mercyful Fate brach die Tournee ab und erlitt einen großen finanziellen Verlust, dazu kam die Enttäuschung der britischen Fans.
Am 5. April spielten Mercyful Fate im Vorprogramm im ausverkauften Saltlageret in Kopenhagen. Dort konnte die Band erstmals ihre neue, teure Bühnenausstattung präsentieren. Ab dem 30. April arbeitete die Band für 19 Tage in den Easy Sounds Studios an ihrer nächsten Veröffentlichung. Am 10. Juni spielte Mercyful Fate mit unter anderem Motörhead, Twisted Sister, Metallica, Baron Rojo, Lita Ford, H-Bomb und Faithful Breath beim Heavy Sounds Festival in Poperinge, Belgien, und damit erstmals auf einer Freiluftbühne bei Tageslicht, was jedoch nicht zur Atmosphäre der Musik passt. Im Mai 1984 kehrte Mercyful Fate für die Aufnahme ihres zweiten Albums mit dem Produzenten Henrik Lund ins Studio zurück; diesmal weigerte die Band sich, das Studio zu verlassen. Am 10. August 1984 erschien das Album unter dem Titel Don’t Break the Oath; in den Charts des Billboard-Magazins stieg es auf Platz 202 ein. Kurz nach der Veröffentlichung des Albums feuerte die Band ihren Ko-Manager John Kibble, da er ihre Konzerte aufnahm und als vermeintlich echte Alben verkaufte (darunter die meisten frühen Bootlegs der Band); es wurden ungefähr 5.000 bis 10.000 solcher Tonträger bei ihm entdeckt und zerstört. Mercyful Fate vertrat sich von nun an selbst, mit der Hilfe des befreundeten Ole Bang.
Im Oktober 1984 wurde die Band für eine US-Tournee gebucht; ursprünglich waren 15 Auftritte in 3 Wochen geplant, aufgrund der unerwartet hohen Verkaufszahlen wurden 19 zusätzliche Auftritte geplant. Mercyful Fate spielte erst auf einer eigenen Tournee in Clubs und dann im Vorprogramm von Motörhead in Kinos. Die Tournee endete am 16. Dezember in Providence, Rhode Island; weitere Auftritte Norfolk und Pittsburg wurden wegen des Drucks religiöser Gruppierungen abgesagt; die Band landete auf der jeweiligen Seite 1 der Zeitungen USA Today und The Globe, mit der Schlagzeile Satanic rockers threaten our kids. Nach der Tournee entstanden Spannungen bezüglich der künftigen musikalischen Entwicklung. Vom 26th bis zum 30. Dezember spielte Mercyful Fate auf der German Christmas Metal Meeting Tour zusammen mit Motörhead, Helix, Girlschool und Talon.

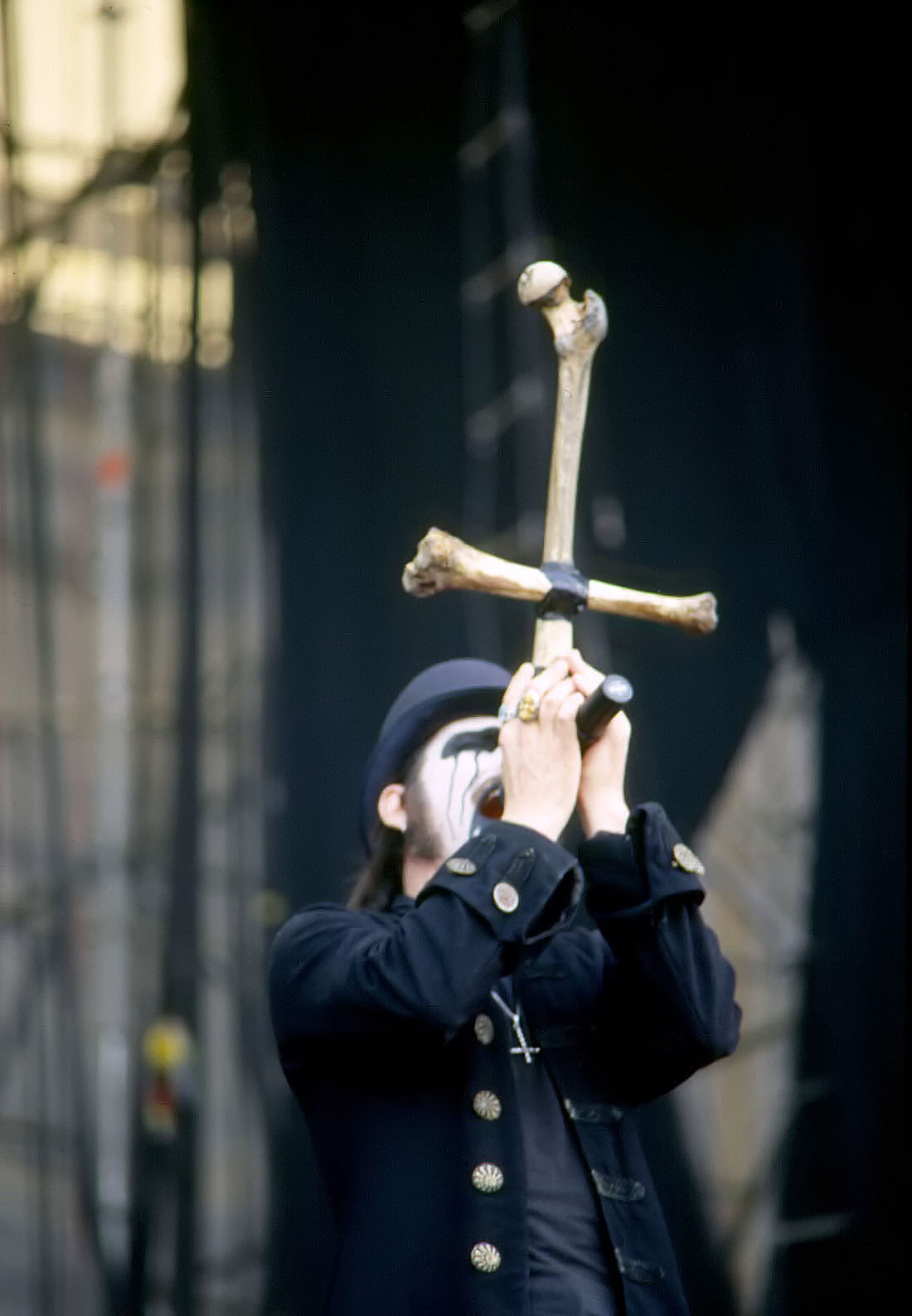
Frontmann King Diamond (2006)

Anfang 1985 bereitete die Band Material für ihr nächstes Album vor; Ende Februar spielte Shermann Diamond eine Kassette mit Riffs und Ideen für das kommende Album vor, und Diamond hatte fünf Stücke vorbereitet, die den Stil der vorigen Alben fortsetzten. Shermanns Material jedoch ging in eine andere Richtung, da es „viel weicher und an manchen Stellen sogar funkig“ war. Da Shermann „ein großer Komiker“ war, dachte Diamond zunächst, es handle sich dabei um einen Streich, bis er herausfand, dass Shermann es ernst meinte. Shermann versuchte sich zu dieser Zeit an zahlreichen anderen Experimenten, da er viel Funk hörte und dadurch inspiriert wurde, Material zu schreiben, das Diamond und auch Denner schockierte. Für Diamond war es klar, dass eine Mischung dieser beiden Stile niemals auf einem Mercyful-Fate-Album funktionieren würde. Weder er noch Shermann waren zu Kompromissen bereit, und Diamond entschied zunächst für sich, eine eigene Band zu gründen. In der Zwischenzeit verbrachten Denner und Hansen viel Zeit mit einem Schlagzeuger namens Mikkey Dee, der in der Band Geisha spielte. Diamond hörte, dass Dee ein guter Schlagzeuger sei, erzählte diesem von seinen Plänen, Mercyful Fate aufzulösen und eine neue Band zu gründen, und fragte ihn, ob er Interesse habe; Dee akzeptierte. Dee sprach auch seinen Freund Pete Blakk an, der jedoch nicht interessiert war. Am 11. April 1985 gab Mercyful Fate ein Konzert im The Saga Theatre in Kopenhagen; am Tag darauf rief Diamond die anderen Mitglieder zusammen und teilte ihnen seine Entscheidung mit, die Band zu verlassen. Einen Tag darauf wurde das Ende von Mercyful Fate offiziell, was auch eine Absage der geplanten Deutschlandtournee bedeutete.
Auch nach ihrer Auflösung sorgte die Band für Kontroversen, als das Parents Music Resource Center eine Liste mit fünfzehn als besonders anstößig angesehenen Liedern veröffentlichte; auf dieser waren unter anderem Black Sabbath, Judas Priest und W.A.S.P. vertreten, außerdem Mercyful Fate mit Into the Coven vom Debütalbum. Über seine politischen Verbindungen (die Mitglieder des PMRC waren Ehefrauen bedeutender US-amerikanischer Politiker) konnte das PMRC eine Anhörung vor dem Senat erreichen.
Hank Shermann gründete die Hard-Rock-Band Fate. Michael Denner war kurzzeitig für das Fate-Album vorgesehen, es kam jedoch nie zu einer Kollaboration. King Diamond hingegen gründete eine neue Band, die er nach sich selbst benannte, zusammen mit Gitarrist Michael Denner und Bassist Timi Hansen. Schlagzeuger Kim Ruzz verließ die Musikszene, da er nicht in King Diamonds neue Band aufgenommen wurde, da Denner nicht mit ihm auskam und die beiden sich sogar auf einer Tournee geprügelt hatten; auch Diamond hatte sich mal in Kopenhagen mit ihm geprügelt. Ruzz lebte für einige Jahre in den USA und arbeitete als Briefträger, zog jedoch wieder zurück nach Dänemark. Er spielte dann nach wie vor Schlagzeug, hielt sich jedoch von der Musikindustrie fern.
Mit King Diamonds zunehmendem Erfolg stieg auch die Nachfrage nach einer Wiederveröffentlichung der ersten Mercyful-Fate-EP an. Im Oktober 1987 veröffentlichte Roadrunner Records die Kompilation The Beginning, worauf die Stücke der EP, vier weitere Lieder, die drei von der BBC-Aufnahme von 1983 und Black Masses von der B-Seite der Black-Funeral-Single enthalten waren. Unter dem Namen Mercyful Fate wurde außerdem 1992 Return of the Vampire veröffentlicht.
Die Gründung der Band Zoser Mez durch Michael Denner und Hank Shermann im Jahre 1991 führte letztlich zur Neugründung von Mercyful Fate; die Band spielte eine Demoaufnahme ein, die King Diamond an Mercyful Fate erinnerte und ihn dazu brachte, eine Wiedervereinigung vorzuschlagen. Zugleich stagnierte die Band Zoser Mez. Für die Aufnahmen von In the Shadows wurde Morten Nielsen verpflichtet, neuer Schlagzeuger wurde Snowy Shaw. Nach der Tour zum Album verließ Timi die Band aus familiären Gründen und wurde durch Sharlee D’Angelo ersetzt. Die limitierte Live-EP The Bell Witch wurde veröffentlicht.
1994 erschien dann Time; zu den beiden Songs Nightmare Be Thy Name und Witches’ Dance wurden Videos gedreht. 1996 wurde Into the Unknown veröffentlicht, was gleichzeitig zu einem Soloalbum Diamonds entstanden war. 1997 stieg dann Michael Denner aus und bat Mike Wead, seinen Platz einzunehmen, auch wurde Drummer Darrin Anthony aufgrund eines Verkehrsunfalls durch John Lukas Hebert ersetzt. Auch wurden ’97 viele Sonderausgaben mit Bonustracks veröffentlicht.
1998 wurden die LP Dead Again und ein Video zu The Night veröffentlicht. 9, das 1999 erschien, ist das bis jetzt letzte Album der Formation Mercyful Fate. In diesem Jahr wurde auch das Logo geändert und der Sound tendierte wieder eher zu Don’t Break the Oath.
Nach weiteren zahlreichen Soloprojekten musste King Diamond 2005 erstmals seine US-Tour aus gesundheitlichen Gründen unterbrechen. Im August 2019 gab Timi Hansen bekannt, an Krebs erkrankt zu sein. Er erlag im November 2019 seiner Krankheit.

## Bedeutung
Die Einflüsse der Band stammen aus dem Progressive Rock, dem epischen Hard Rock der 1970er Jahre und dem traditionellen Heavy Metal. Charakteristisch sind außerdem virtuose Gitarrenarbeit und häufige Tempowechsel sowie die von normaler Stimmlage häufig in Falsett wechselnde Stimme von King Diamond. Ihre zweite Demoaufnahme präsentierte sie „bereits so, wie man die Band heute kennt“; laut Götz Kühnemund handelt es sich dabei um „eines der kultigsten [Demos] aller Zeiten“, das frühe Versionen solcher „Jahrhundertperlen“ wie A Dangerous Meeting und Black Masses enthalte.
Die Band zählt zu den Vorreitern der späteren Black-Metal-Szene. Musikalisch hatte die Band aufgrund ihrer Einflüsse und des Gesangs von King Diamond im Falsett wenig Gemeinsamkeiten mit dem späteren Black Metal und wurde seltener kopiert als andere Vorreiter, „obwohl ihr Einfluss auf das Genre gar nicht genug gewürdigt werden kann“. Allerdings wird sie von einigen Bands aus dem Black-Metal-Umfeld wie auch von einigen Thrash- und Death-Metal-Bands als Inspiration genannt, darunter Grand Belial’s Key, Mortuary Drape oder Tearstained angegeben, wobei Mikael Bayusik von Tearstained sich auch an Diamonds Falsett orientiert.
Auch Mille Petrozza von Kreator zählt Mercyful Fate zu seinen frühen Einflüssen ebenso Chuck Schuldiner von Death, der Mercyful Fate sogar zu den ursprünglichen Death-Metal-Bands zählt, und der ehemalige Morbid-Angel-Gitarrist Richard Brunelle. Metallica veröffentlichte 1998 auf ihrem Album Garage Inc. ein Medley namens Mercyful Fate, das Passagen aus Satan’s Fall, Curse of the Pharaohs, A Corpse Without Soul, Into the Coven und Evil beinhaltet. Die Musik von Mercyful Fate inspirierte auch James Malone von Arsis, der nach dem Hören von Don’t Break the Oath von der Violine an die Gitarre wechselte und ähnliche Musik erschaffen wollte.

## Diskografie

### Alben
- 1983: Melissa (Roadrunner Records, Megaforce Records, Music for Nations u. a.)
- 1984: Don’t Break the Oath (Roadrunner Records, Combat Records u. a.)
- 1993: In the Shadows (Metal Blade Records, SPV Recordings, Warner Music u. a.)
- 1994: Time (Metal Blade Records u. a.)
- 1996: Into the Unknown (Metal Blade Records, SPV Recordings u. a.)
- 1998: Dead Again (Metal Blade Records, SPV Recordings u. a.)
- 1999: 9 (Metal Blade Records, SPV Recordings u. a.)

### Kompilationen
- 1987: The Beginning (Roadrunner Records)
- 1992: Return of the Vampire (Roadrunner Records, Far East Metal Syndicate, Metal Mind Records)
- 2003: The Best of Mercyful Fate (Roadrunner Records)

### Singles und EPs
- 1982: Mercyful Fate (EP, auch unter den Titeln Nuns Have No Fun oder A Corpse Without Soul[29] bekannt; Rave-On Records)
- 1983: Black Funeral (Single; Music for Nations)
- 1993: Egypt (Promo-Single; Metal Blade Records)
- 1994: The Bell Witch (Live-EP; Metal Blade Records u. a.)
- 2009: The Curse of Evil (Promo-EP; FM Records)
- 2009: Evil (Single; Massacre Records)